# Almutadide (abádida)
Abu Anre Abade ibne Maomé ibne Abade (em árabe: Abū ʿAmr ʿAbbād b. Muḥammad b. ʿAbbād; m. 1069), mais conhecido por seu nome régio Almutadide ou Almutádide Bilá (em árabe: المعتضد بالله; romaniz.: al-Muʿtaḍid bi- llāh; lit. "Buscando apoio em Deus") foi o segundo emir abádida que governou a Taifa de Sevilha no século XI, na época do domínio islâmico na Península Ibérica.
Nascido "Abade ibne Abi Alcácime", o futuro rei Almutádide tornou-se o príncipe herdeiro em 1040, depois de o seu irmão mais velho morrer em Carmona a caminho de Sevilha, tendo subido ao trono dois anos depois, após a morte do seu pai, Abade I. Segundo o historiador ibne Haiane, Almutádide teria um harém de 700 mulheres e terá tido cerca de 40 filhos. Depois de o mais velho se revoltar contra Almutádide duas vezes, mandou-o matar, e o seu segundo filho Abi Alcácime tornou-se o seu novo herdeiro.
Durante o seu reinado, conquistou a Taifa de Huelva e a Taifa de Silves, tendo nomeado Abi Alcácime governador da última quando tinha apenas 12 anos.
Foi em Silves que o seu filho conheceria o poeta Abenamar e a escrava Rumaiquia, que mais tarde se tornaria a sua esposa. A influência destes dois na vida do filho preocupava bastante Almutádide, que acabou por obrigar Abenamar a fugir do reino. Quanto a Rumaiquia, no entanto, tê-la-á aceitado como parte da família depois de a chamar e de a ver com o seu neto (primogénito de Abi Alcácime) ao colo.
Segundo ibne Haiane, Almutádide acabou por morrer de desgosto depois da morte da sua filha preferida, em 1069, levando Abi Alcácime a assumir o controlo do reino e a adotar o nome "Almutâmide".